# کامایوره
کامایوره (به ایتالیایی: Camaiore) یک کومونه در ایتالیا است که در استان لوکا واقع شده‌است.

## خصوصیات
کامایوره ۸۴٫۵۹ کیلومترمربع مساحت و ۳۱٬۷۶۴ نفر جمعیت دارد و ۳۴ متر بالاتر از سطح دریا واقع شده‌است.

## خواهرخوانده
شهرهای کرپانتره، اوبرهرن، L'Hôpital، رووینی و کاستل دی کازیو خواهرخوانده‌های کامایوره هستند.